# 3869 Norton
3869 Norton (1981 JE) là một tiểu hành tinh vành đai chính được phát hiện ngày 3 tháng 5 năm 1981 bởi E. Bowell ở Flagstaff (AM).